# Niszczyciele typu Le Fantasque

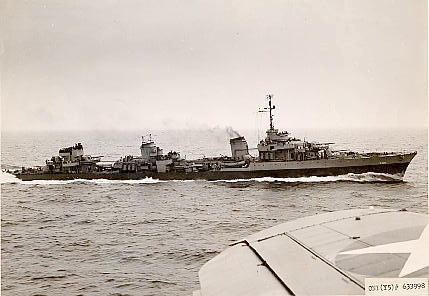
"Le Fanatsque" po modernizacji w USA, pod koniec II wojny światowej

Niszczyciele Le Fantasque – typ francuskich wielkich niszczycieli, wprowadzonych do służby w liczbie sześciu jednostek w latach 1935–1936, służących podczas II wojny światowej.

## Historia
Wielkie niszczyciele typu Le Fantasque (w nomenklaturze francuskiej contre-torpilleurs, dosłownie "kontrtorpedowce") zostały zaprojektowane jako rozwinięcie poprzedniego typu francuskich wielkich niszczycieli Vauquelin. Były one kontynuacją linii konstrukcyjnej, zapoczątkowanej typem Jaguar, której ostatnim ogniwem były dwa niszczyciele typu Mogador.
Według francuskiej doktryny wojennej głównym zadaniem wielkich niszczycieli miało być zwalczanie lekkich sił nawodnych przeciwnika, co wymagało od okrętów uzyskania dużych prędkości. Ponieważ Francja nie podpisała traktatu londyńskiego z 1930 roku, który ograniczał wyporność nowo budowanych niszczycieli do 1850 ton, możliwa była budowa okrętów o dużych kadłubach, zdolnych pomieścić siłownie o dużej mocy.
Budowę nowych niszczycieli rozpoczęto w 1931 roku w stoczniach: państwowej stoczni marynarki w Lorient (dwa okręty) oraz prywatnych w Dunkierce, Nantes i La Seyne-sur-Mer (dwa okręty). Wszystkie niszczyciele weszły do służby w 1936 roku.

## Opis konstrukcji
Niszczyciele typu Le Fantasque były okrętami o kadłubie długim na 132,4 m (125,4 m na KLW), podzielonym na 19 przedziałów wodoszczelnych. W części dziobowej znajdowały się kubryki marynarzy i podoficerów, pomieszczenia gospodarcze oraz komory amunicyjne dziobowych armat. W środkowej części okrętu umieszczono urządzenia napędowe, zaś na rufie kajuty oficerów, komory amunicyjne armat rufowych i artylerii przeciwlotniczej oraz skład bomb głębinowych.
Napęd niszczycieli stanowiły cztery kotły parowe, umieszczone po jednym w oddzielnych kotłowniach, dostarczające parę do dwóch turbin, napędzających dwie śruby. Projektowana moc siłowni wynosiła 74 000 KM, w rzeczywistości udało się osiągnąć moc od 94 000 do 102 000 KM, co zapewniało jednostkom prędkość maksymalną (na próbach) do 45 w. Kotłownie i maszynownie były umieszczone w układzie naprzemiennym, co zapewniało większą szansę zachowania możliwości manewrowania w przypadku pojedynczego trafienia w śródokręcie. Taki układ siłowni wpłynął na wygląd niszczycieli - spaliny były odprowadzane przez dwa szerokie i rozmieszczone daleko od siebie kominy.
Uzbrojenie artyleryjskie niszczycieli typu La Fantasque stanowiło pięć pojedynczych armat kal. 138,6 mm, uzupełnianych w początkowym okresie służby przez dwie armaty przeciwlotnicze kal. 37 mm i dwa podwójnie sprzężone wielkokalibrowe karabiny maszynowe Hotchkiss kal. 13,2 mm. Ponadto okręty posiadały trzy potrójne wyrzutnie torped kal. 550 mm, bomby głębinowe na dwóch zrzutniach na rufie oraz tory minowe mogące pomieścić 40 min morskich.

## Modyfikacje
W 1938 roku na wszystkich sześciu jednostkach typu zastąpiono pojedyncze armaty przeciwlotnicze kal. 37 mm działkami podwójnie sprzężonymi. Po upadku Francji w 1940 roku "Le Triomphant", jedyny okręt typu wchodzący w tym czasie w skład sił morskich Wolnej Francji, został poddany przebudowie w Wielkiej Brytanii. Zamiast jednego z rufowych dział artylerii głównej (nr 4) otrzymał wtedy armatę przeciwlotniczą kal. 102 mm oraz dwa pojedyncze działka przeciwlotnicze Vickers kal. 40 mm i poczwórny wkm Hotchkiss kal. 13,2 mm.
W 1943 roku trzy niszczyciele: "Le Fantasque", "Le Terrible" i "Le Malin", które weszły w skład floty Wolnych Francuzów po zajęciu Francuskiej Afryki Północnej przez aliantów, zostały poddane modernizacji w Stanach Zjednoczonych. Wymieniono na nich maszty, zainstalowano radary i nowe wyposażenie radiowe oraz wzmocniono uzbrojenie przeciwlotnicze, które składało się odtąd z ośmiu (na "Le Terrible" sześciu) działek Bofors kal. 40 mm i dziesięciu działek Oerlikon kal. 20 mm. Dla wyrównania ciężaru nowego uzbrojenia zdemontowano jeden zespół wyrzutni torped.
Także "Le Triomphant" przeszedł w 1944 roku modernizację w Stanach Zjednoczonych. Również ten okręt otrzymał sześć działek Bofors i dziesięć Oerlikon.

## Niszczyciele typuLe Fantasque
- "Le Fantasque" – położenie stępki w stoczni marynarki w Lorient 16 listopada 1931, wodowanie 15 marca 1934, w służbie od 1 maja 1936. Od września 1940 roku stacjonował w Dakarze. Po zajęciu Francuskiej Afryki Zachodniej przez wojska amerykańskie w listopadzie 1942 roku wszedł w skład floty Wolnej Francji. Po modernizacji służył na Morzu Śródziemnym, biorąc m.in. udział w inwazji na Sycylię i wyzwalaniu Korsyki. W styczniu 1944 roku wspierał lądowanie pod Anzio, w sierpniu desant w południowej Francji. Od połowy 1945 roku służył na Dalekim Wschodzie. Po zakończeniu wojny służył jako okręt szkolny aż do skreślenia z listy floty 2 maja 1957 roku.
- "Le Malin" – położenie stępki 16 listopada 1931, wodowanie 17 sierpnia 1933, w linii od 1 lipca 1936. Stocznia w La Seyne. 8 listopada 1942 roku w Casablance otrzymał trafienie pociskiem kal. 406 mm amerykańskiego pancernika USS "Massachusetts", osiadając na dnie basenu portowego. Podniesiony w 1943 roku, został przeholowany do Stanów Zjednoczonych i wyremontowany. Od 1944 roku działał na Morzu Śródziemnym. 25 grudnia zderzył się w rejonie Neapolu z bliźniaczym "Le Terrible" (zginęło 61 marynarzy). Wyremontowany w Tulonie z użyciem części niszczyciela "L'Indomptable" wszedł ponownie do służby po zakończeniu wojny. Wycofany ze służby w 1955 roku.
- "Le Terrible" – położenie stępki w stoczni w Nantes 8 grudnia 1931 roku, wodowanie 30 listopada 1933, w służbie od 1 marca 1936. W 1940 roku wymknął się z ostrzeliwanej przez Royal Navy bazy w Mers-el-Kebir. Po zajęciu Dakaru w listopadzie 1942 roku służył po stronie Wolnej Francji. Działał na Morzu Śródziemnym wspólnie z "Le Fantasque". Po zderzeniu z "Le Malin" (życie straciło ośmiu członków załogi) powrócił do służby po zakończeniu wojny. Służył jako okręt szkolny do 1961 roku. Wycofany ze służby 29 czerwca 1962.
- "L'Indomptable" – położenie stępki 21 stycznia 1932, wodowanie 7 grudnia 1933, w służbie od 1 maja 1936. Stocznia w La Seyne. 27 listopada 1942 roku zatopiony przez własną załogę w porcie w Tulonie, aby uniknąć przejęcia okrętu przez Niemców. Część konstrukcji dziobowej "L'Indomptable" została wykorzystana do remontu uszkodzonego "Le Malin".
- "L'Audacieux" – położenie stępki 16 listopada 1931, wodowanie 15 marca 1934, w linii od 1 stycznia 1936. Stocznia w Lorient. 23 września 1940 roku, podczas próby zajęcia Dakaru przez Brytyjczyków zatopiony ogniem artyleryjskim krążownika HMAS "Australia". Po wydobyciu i doprowadzeniu do stanu pływalności wrak został przeholowany do Bizerty, gdzie ponownie zatonął podczas nalotu alianckiego 7 maja 1943 roku. Elementy maszynowni wykorzystano przy remoncie bliźniaczego niszczyciela "Le Terrible"
- "Le Triomphant" – położenie stępki w stoczni w Dunkierce 28 sierpnia 1931, wodowanie 16 kwietnia 1934, w służbie od 1 sierpnia 1936. W nocy z 23 na 24 kwietnia 1940 roku odniósł uszkodzenia w efekcie ataku lotniczego. Remontowany w Lorient został po upadku Francji przeholowany do Portsmouth. Zajęty przez Brytyjczyków został następnie wcielony do sił Wolnej Francji. Od połowy 1941 roku skierowany na Ocean Indyjski i Spokojny, pozostawał tam do 1944 roku. Po modernizacji w Stanach Zjednoczonych powrócił na krótko na wody francuskie, by zostać ponownie wysłany na Daleki Wschód. Służył tam w latach 1945-1946. Wycofany z linii w 1954 roku.